# دانيال بارويك
دانيال بارويك (بالإنجليزية: Daniel Barwick)‏ هو شخصية أعمال أمريكي، ولد في 21 يونيو 1968 في أوتيكا في الولايات المتحدة.